# Carla Nelte

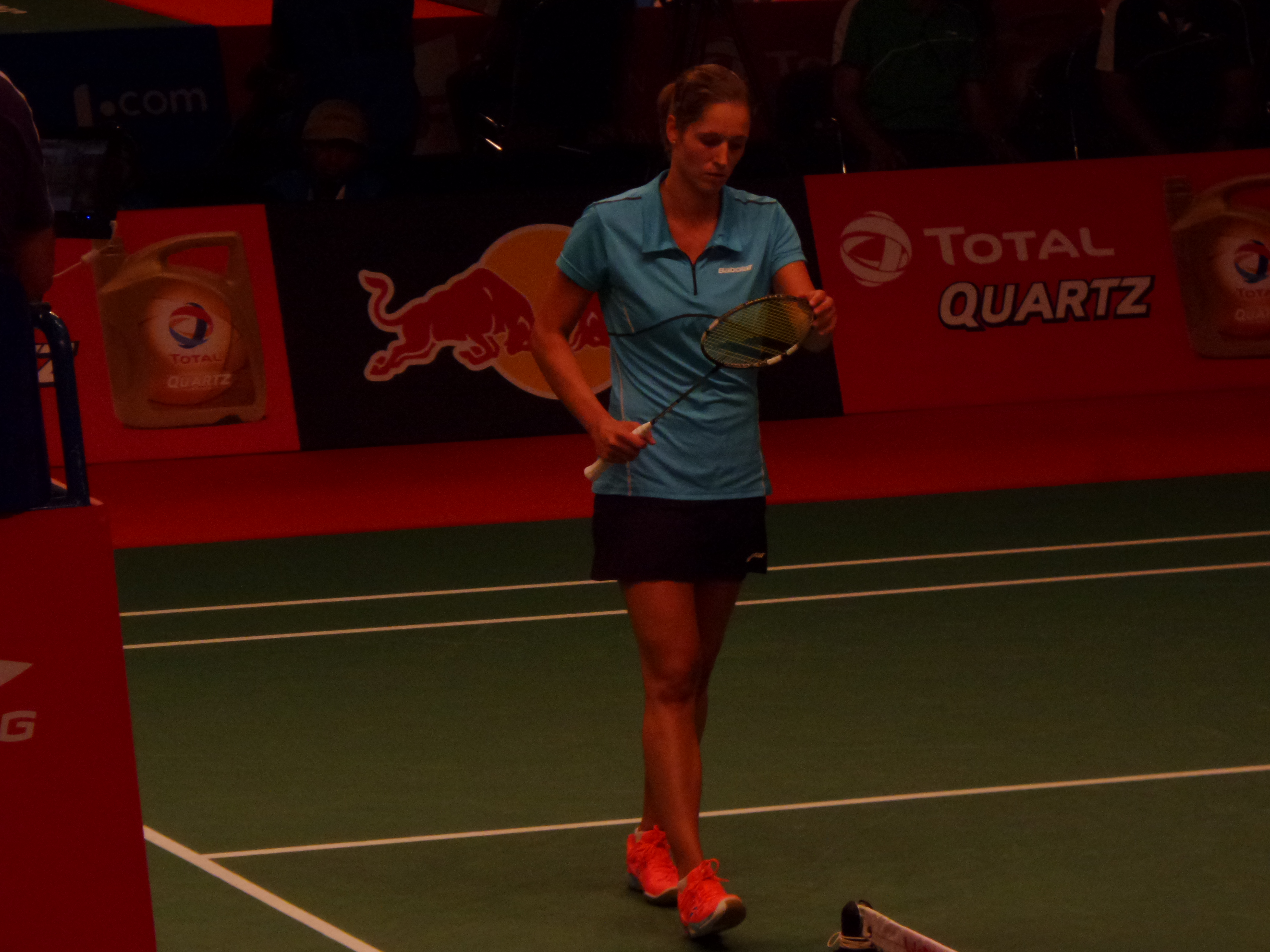
Carla Nelte

Carla Nelte (* 21. September 1990 in Luckenwalde, verheiratete Carla Nyenhuis) ist eine ehemalige deutsche Badmintonnationalspielerin.

## Karriere
Carla Nelte gewann bis 2009 vier Nachswuchstitel in den Altersklassen U17 und U19 in Deutschland. 2010 siegte sie dann erstmals bei den Erwachsenen bei den Hungarian International im Damendoppel mit Johanna Goliszewski. Im Uber Cup 2010 schied sie dagegen mit der deutschen Nationalmannschaft in der Zwischenrunde aus. Seit der Saison 2009/2010 spielt sie in der Badminton-Bundesliga für den TV Refrath. 2012 konnte sie mit der deutschen Damennationalmannschaft die Goldmedaille bei der Mannschaftseuropameisterschaft erringen.
Zwischen 2015 und 2018 gewann Nelte bei den Deutschen Meisterschaften jeweils zwei Titel im Damendoppel mit Isabel Herttrich und Johanna Goliszewski. Außerdem gewann sie 2017 mit Raphael Beck im Mixed. Nelte qualifizierte sich im Damendoppel für die Olympischen Spiele 2016. Mit dem TV Refrath gewann sie die Badminton-Bundesliga 2016/17. Im September 2018 beendete Nelte nach acht Jahren ihre Karriere in der Nationalmannschaft.

## Sportliche Erfolge
| Saison    | Veranstaltung                            | Disziplin       | Platz | Name |
| --------- | ---------------------------------------- | --------------- | ----- | --- |
| 1999/2000 | Brandenburg-Meisterschaft U11            | Dameneinzel     | 2     | Carla Nelte (Luckenwalder Sportfüchse) |
| 2000/2001 | Brandenburg-Meisterschaft U11            | Dameneinzel     | 1     | Carla Nelte (Luckenwalder Sportfüchse) |
| 2001/2002 | Brandenburg-Meisterschaft U13            | Damendoppel     | 1     | Steffi Lange / Carla Nelte (Preußen Frankfurt / Luckenwalder Sportfüchse)                                                                              |
| 2001/2002 | Brandenburg-Meisterschaft U13            | Dameneinzel     | 3     | Carla Nelte (Luckenwalder Sportfüchse) |
| 2002/2003 | Brandenburg-Meisterschaft U15            | Dameneinzel     | 3     | Carla Nelte (BC Potsdam) |
| 2002/2003 | Brandenburg-Meisterschaft U15            | Mixed           | 3     | Tobias Vogel / Carla Nelte (BV Tröbitz / BC Potsdam)                                                                                                   |
| 2002/2003 | Brandenburg-Meisterschaft U13            | Dameneinzel     | 1     | Carla Nelte (BC Potsdam) |
| 2002/2003 | Brandenburg-Meisterschaft U15            | Damendoppel     | 1     | Steffi Lange / Carla Nelte (SV Preußen Frankfurt / BC Potsdam)                                                                                         |
| 2002/2003 | Brandenburg-Meisterschaft U13            | Damendoppel     | 1     | Carla Nelte / Steffi Lange (BC Potsdam / SV Preußen Frankfurt)                                                                                         |
| 2003/2004 | Brandenburg-Meisterschaft U15            | Damendoppel     | 1     | Lange / Carla Nelte (Ffo / Potsdam) |
| 2003/2004 | Brandenburg-Meisterschaft U15            | Mixed           | 1     | Robert Mauer / Carla Nelte (Neuenhagen / Potsdam) |
| 2003/2004 | Brandenburg-Meisterschaft U15            | Dameneinzel     | 2     | Carla Nelte (Potsdam) |
| 2003/2004 | Brandenburg-Meisterschaft U17            | Dameneinzel     | 2     | Carla Nelte (Potsdam) |
| 2003/2004 | Brandenburg-Meisterschaft U17            | Damendoppel     | 2     | Lange / Carla Nelte (Ffo / Potsdam) |
| 2004/2005 | Deutsche Einzelmeisterschaft U15         | Damendoppel     | 3     | Amelie Storch / Carla Nelte (V Dillingen / SV Berliner Brauereien)                                                                                     |
| 2004/2005 | Deutsche Einzelmeisterschaft U15         | Mixed           | 3     | Eike Köhler / Carla Nelte (SV Berliner Brauereien) |
| 2004/2005 | Deutsche Mannschaftsmeisterschaft U15    | Mannschaft      | 3     | BG KWO / Berliner Brauereien (Tom Scholz, Robert Mauer, Marcel Stechert, Franziska Ottrembka, Franziska Burkert, Lin-Yu Oei, Carla Nelte, Eike Köhler) |
| 2004/2005 | Deutsche Einzelmeisterschaft U15         | Dameneinzel     | 2     | Carla Nelte (SV Berliner Brauereien) |
| 2006/2007 | Deutsche Einzelmeisterschaft U17         | Damendoppel     | 1     | Carla Nelte / Franziska Ottrembka (EBT Berlin / SV Berliner Brauereien)                                                                                |
| 2006/2007 | Deutsche Einzelmeisterschaft U17         | Dameneinzel     | 1     | Carla Nelte (EBT Berlin) |
| 2006/2007 | Deutsche Mannschaftsmeisterschaft U19    | Mannschaft      | 3     | SG EBT Berlin (Eetu Heino, Johannes Szilagyi, Florian Möhmel, Francis Karge, Philipp Funk, Martin Kroll, Carla Nelte, Anja Buchert, Sinah Holtschke)   |
| 2007/2008 | Deutsche Einzelmeisterschaft U19         | Damendoppel     | 1     | Carla Nelte (EBT Berlin) / Franziska Burkert (SV Berliner Brauereien)                                                                                  |
| 2008/2009 | Deutsche Einzelmeisterschaft U19         | Damendoppel     | 1     | Carla Nelte (EBT Berlin) / Franziska Burkert (SV Berliner Brauereien)                                                                                  |
| 2010      | Hungarian International                  | Damendoppel     | 1     | Johanna Goliszewski / Carla Nelte |
| 2011      | Mannschaftseuropameisterschaft 2011      | Gemischtes Team | 2     | Deutschland |
| 2011      | Slovenia International                   | Damendoppel     | 1     | Johanna Goliszewski / Carla Nelte |
| 2012      | Mannschaftseuropameisterschaft 2012      | Damenteam       | 1     | Deutschland |
| 2013      | St. Petersburg White Nights              | Damendoppel     | 1     | Carla Nelte / Isabel Herttrich |
| 2014      | Brazil Grand Prix                        | Damendoppel     | 1     | Johanna Goliszewski / Carla Nelte |
| 2014      | Brazil Grand Prix                        | Mixed           | 1     | Max Schwenger / Carla Nelte |
| 2014      | Canada Open 2014                         | Mixed           |       | Max Schwenger / Carla Nelte |
| 2015      | Deutsche Einzelmeisterschaften 2015      | Damendoppel     | 1     | Johanna Goliszewski / Carla Nelte |
| 2015      | Mannschaftseuropameisterschaft 2015      | Mannschaft      | 3     | Deutschland |
| 2015      | Russian Open 2015                        | Damendoppel     | 2     | Johanna Goliszewski / Carla Nelte |
| 2015      | Guatemala International 2015             | Damendoppel     | 1     | Johanna Goliszewski / Carla Nelte |
| 2016      | Deutsche Einzelmeisterschaften 2016      | Damendoppel     | 1     | Johanna Goliszewski / Carla Nelte |
| 2016      | Peru International 2016                  | Damendoppel     |       | Johanna Goliszewski / Carla Nelte |
| 2017      | Deutsche Mannschaftsmeisterschaften 2017 | Mannschaft      | 1     | TV Refrath |
| 2017      | Deutsche Einzelmeisterschaften 2017      | Damendoppel     | 1     | Isabel Herttrich / Carla Nelte |
| 2017      | Deutsche Einzelmeisterschaften 2017      | Mixed           | 1     | Max Schwenger / Carla Nelte |
| 2017      | Mannschaftseuropameisterschaft 2017      | Mannschaft      | 3     | Deutschland |
| 2018      | Deutsche Einzelmeisterschaften 2018      | Damendoppel     | 1     | Isabel Herttrich / Carla Nelte |
| 2018      | Mannschaftseuropameisterschaft 2018      | Mannschaft      | 2     | Deutschland |
| 2018      | Canada Open 2018                         | Damendoppel     | 2     | Isabel Herttrich / Carla Nelte |